# 俄罗斯联邦总统令

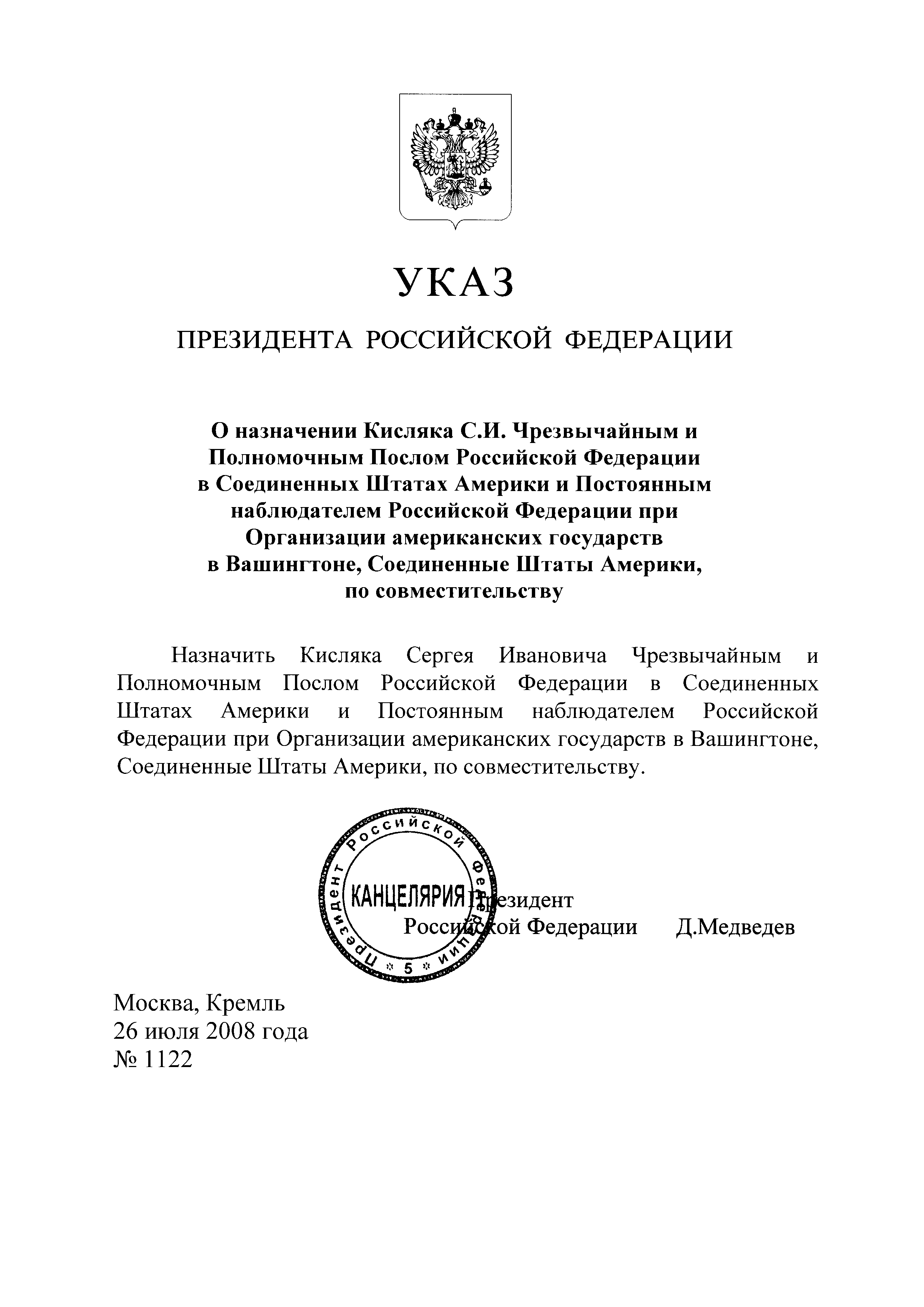
总统德米特里·梅德韦杰夫于2008年7月26日签署的第1122号总统令，任命Sergey Kislyak为俄罗斯驻美国大使

俄罗斯联邦总统令（俄语：Указ Президента Российской Федерации; Ukaz Prezidenta Rossiyskoy Federatsii）或俄罗斯总统行政命令是一种由俄罗斯总统制定的具有章程地位的法律行为（政令）。
作为规范性的法律行为，此类法令具有法律行为等级中的章程地位（以及俄罗斯联邦政府法令和其他官员的指示）。总统法令可能不会改变现有的优先法律：俄罗斯的国际协议、俄罗斯联邦宪法、联邦法和俄罗斯法律，并且可能会被这些法律中的任何一项所取代。例如，由于《俄罗斯宪法》第15条，作为国际文件的欧洲人权公约具有比任何俄罗斯法律或总统行政命令更高的地位。